# Arsiero
Arsiero is een gemeente in de Italiaanse provincie Vicenza (regio Veneto) en telt 3439 inwoners (31-12-2004). De oppervlakte bedraagt 41,2 km², de bevolkingsdichtheid is 83 inwoners per km².
De volgende frazioni maken deel uit van de gemeente: Campagna, Castana, Val di Ferro.

## Demografie
Arsiero telt ongeveer 1358 huishoudens. Het aantal inwoners steeg in de periode 1991-2001 met 1,0% volgens cijfers uit de tienjaarlijkse volkstellingen van ISTAT.
| Jaar | Inwoneraantal |
| ---- | ------------- |
| 1991 | 3320          |
| 2001 | 3353          |

## Geografie
De gemeente ligt op ongeveer 260-1897 m boven zeeniveau.
Arsiero grenst aan de volgende gemeenten: Cogollo del Cengio, Laghi, Lastebasse, Posina, Tonezza del Cimone, Valdastico, Velo d'Astico.